# تصميم الأنظمة الكهربائية
تصميم الأنظمة الكهربائية هو عبارة عن تصميم الأنظمة الكهربائية. وهذا يمكن أن يكون بسيطًا مثل خلية المصباح المتصلة من خلال زوج من الأسلاك بـ المصباح الكهربائي أو كما في مكوك الفضاء. والأنظمة الكهربائية عبارة عن مجموعات من المكونات الكهربائية المتصلة ببعضها بعضًا لتنفيذ بعض المهام. وغالبًا ما يتم الجمع بين هذه الأنظمة مع الأنظمة الأخرى. وقد تكون عبارة عن أنظمة فرعية أكبر من تلك الأنظمة ولها أنظمة فرعية خاصة بها. فعلى سبيل المثال، يتكون النظام الكهربائي لمترو الأنفاق المترو من مولدات الطاقة الكهربائية على جانب الطريق، ونظام التحكم بجانب الطريق، والأنظمة الكهربائية في كل سيارة عابرة. وكل نظام كهربائي موجود في سيارة عابرة عبارة عن نظام فرعي لنظام مترو الأنفاق. كما يوجد داخل كل سيارة عابرة أنظمة فرعية مثل نظام مراقبة درجة الحرارة داخل السيارة.

## السجلات
يمكن إنشاء أنظمة بسيطة عن طريق شخص واحد وتتطلب الحد الأدنى من السجلات. في حين أن الأنظمة الكبيرة تتطلب مجموعات عمل كبيرة والكثير من السجلات الورقية والإلكترونية. وفي المشروعات الأكبر، سيكون لدى الشركة إدارة لـ هندسة الأنظمة الكهربائية.
وفي الأنظمة الأكبر، فإنه في حالة عدم الاحتفاظ بالسجلات المناسبة، أو في حالة أن الهيكل غير دقيق، أو لم يتم اتباع المعايير المناسبة (مثل تلك المعايير المذكورة في قانون الكهرباء الوطني)، فإن النظام الكهربائي الذي تم إنشاؤه لا يعمل على الأرجح كما هو مطلوب. ولكي يتم إعادة صياغة وصف المدير لنظام كهربائي متوسط الحجم الذي أنشأته شركته بشكل عشوائي؛ «...الأسلاك تشبه الإسباجيتي ... وقد التقطت النيران عندما تم توصيل التيار الكهربائي بها... وقمنا بتسوية الأمر مع العميل وإنهاء المشروع».

## التصميم
فيما يلي نورد ما هو مناسب لتصميم النظام الكهربائي بدءًا من النظام المتوسط إلى النظام الكبير.
تكون وثيقة# الـ مواصفات مكتوبة. ومن الأفضل أن تتم كتابتها بواسطة العميل. وتكتب وثيقة المواصفات بلغة بسيطة وتفاصيل رقمية يتوقعها العميل. وفي حالة كتابتها بشكل جيد، فإنها ستستخدم كمرجع خلال تصميم النظام الكهربائي.
من الممكن إنشاء وثيقة #المواصفات الوظيفية (التصميم) التي تتضمن المزيد من التفاصيل الفنية. وتستخدم وثيقة المواصفات كأساس لها. وقد تُستخدم الحسابات هنا لكي تدعم قرارات التصميم.
1. من الممكن إنشاء مخططات وظيفية. حيث تستخدم معلومات الرسوم التخطيطية وتدفق الطاقة الكهربائية من مكون إلى مكون. وتتشابه مع مخططات تجميع التدفق الوظيفيالمستخدمة مع برامج الحاسوب.
2. وقد تم عمل المخططات البيانية التخطيطية التي تبين الوصلات الكهربائية بين المكونات. ومن الممكن أن لا تظهر جميع الوصلات والنقاط الطرفية. باستثناء المخططات البيانية أحادية الخط، فإن هذه الرسوم التخطيطية يجب أن توضح جميع عقد الدارات. وتوفر المخططات أحادية الخط ثلاثة أو أربعة موصلات لدوائر الطاقة ثلاثية المراحل على خط واحد.
3. في بعض الأحيان، يتم عمل مخطط الأسلاك. وتوضح هذه المخططات النقاط الطرفية وتضع اسمًا لها، كما تضع اسمًا لكل موصل. وفي بعض الأنظمة، يمكن أن توضع معلومات كافية علي المخططات بحيث لا تكون هناك حاجة إلى الرسوم البيانية للأسلاك.
4. من الممكن أن يتم إنشاء الأنظمة الأصغر بشكل طبيعي والتي تستخدم في كثير من الأوقات طاقم الكابلات. ومن الممكن أن يتم عمل مخطط الأسلاك بمقياس كامل الحجم أو بما يتناسب مع الأبعاد الفعلية من أطقم الكابلات. ومن ثم يمكن أن يوضع مخطط الأسلاك علي لوحة الربط ويستخدم لتوجيه إنشاء العديد من أطقم الكابلات. ويمكن أن يتم إدخال الأطقم في معداتها عند التجميع. ويتم إنشاء أطقم الكابلات التي يتم استخدامها عدة مرات، مثل أطقم الأسلاك الموجودة بالماكينات الآلية.
5. ويتم إنشاء قائمة الأسلاك في جدول ممتد أو في شكل قائمة. حيث توضح للأشخاص المسؤولين عن التجميع الكهربائي أي الأسلاك التي يتم توصيلها ومكان توصيلها. وعندما يتم طباعتها على الورق، فإن من السهل بالنسبة للأشخاص المسؤولين عن التجميع فحص الموصلات على النحو الذي تم توصيلها به. وتحتوي قائمة الأسلاك عند الحد الأدنى علي جميع أسماء الأسلاك واسم الوحدة الطرفية ورقم نموذج السلك أو العداد. كما أنها قد تحتوي علي أرقام نماذج الجهاز الطرفي للسلك، وفئات الجهد الكهربائي، وفئة الموصل (جهد كهربي عالي، أو جهد كهربي متوسط، أو أسلاك التحكم) وغيرها.